# Локалитет Краљеве столице
Локалитет Краљеве столице је локалитет у режиму заштите I степена, површине 12,82ha, у централном делу НП Фрушка гора.
Налази се у ГЈ 3804 Поповица-Мајдан-Змајевац, одељење 20 (одсеци „х” и „ј”). Шуме на Иришком венцу, у долини Тавног потока, највлажније су шуме брдског појаса Фрушке горе. На овом локалитету су пре 50 година биле и шуме са боровницом, али се због дуготрајних суша није задржао ни један примерак ове планинске врсте, претежно четинарских шума. Заступљене су шуме букве и китњака (Querco-Fagetum typicum N. Jović et. 1989), а на местима су остале очуване и шуме брдске букве са маховином (Musco-Fagetum submontanum). Јављају се на јужно експонираним, стрмим падинама потока, изложеним јаким ветровима. У њима доминира брдски екотип букве (microcarpa) са ниским, кривим стаблима, прилагођеним на неповољне услове станишта. Одликује их присуство родова маховина Politrichum, Minium, Hylocomium, Hupnum и одсуство пролећница. Остаци ових шума изузетно су угрожени и нестају због промене влажности и термичког режима станишта.